# Sommartoffel
Sommartoffel (Calceolaria tripartita) är en toffelblomsväxtart som beskrevs av Hipólito Ruiz López och Pav.. Enligt Catalogue of Life ingår Sommartoffel i släktet toffelblommor och familjen toffelblomsväxter, men enligt Dyntaxa är tillhörigheten istället släktet toffelblommor och familjen toffelblomsväxter. Arten förekommer tillfälligt i Sverige, men reproducerar sig inte. Inga underarter finns listade i Catalogue of Life.

## Bildgalleri

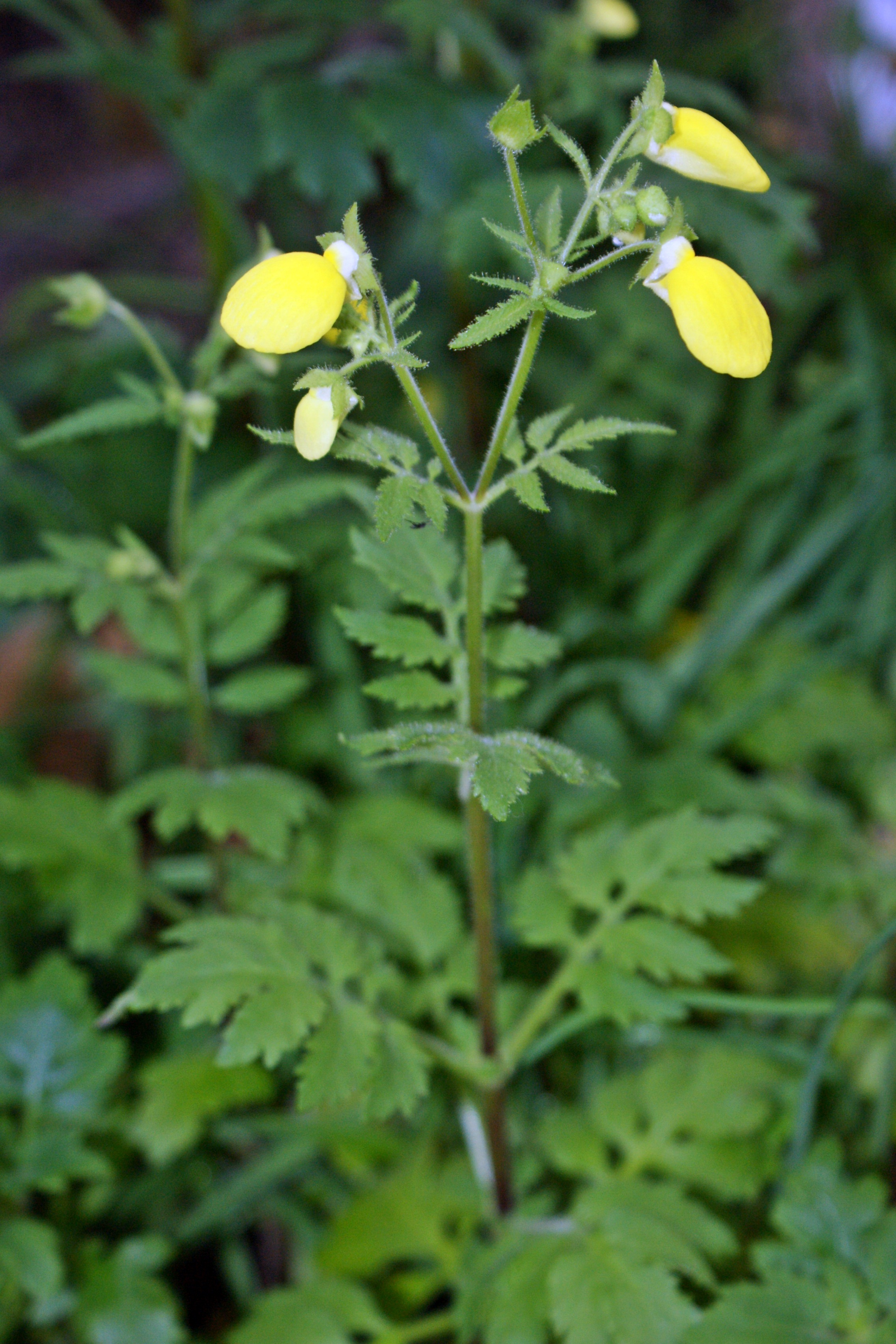
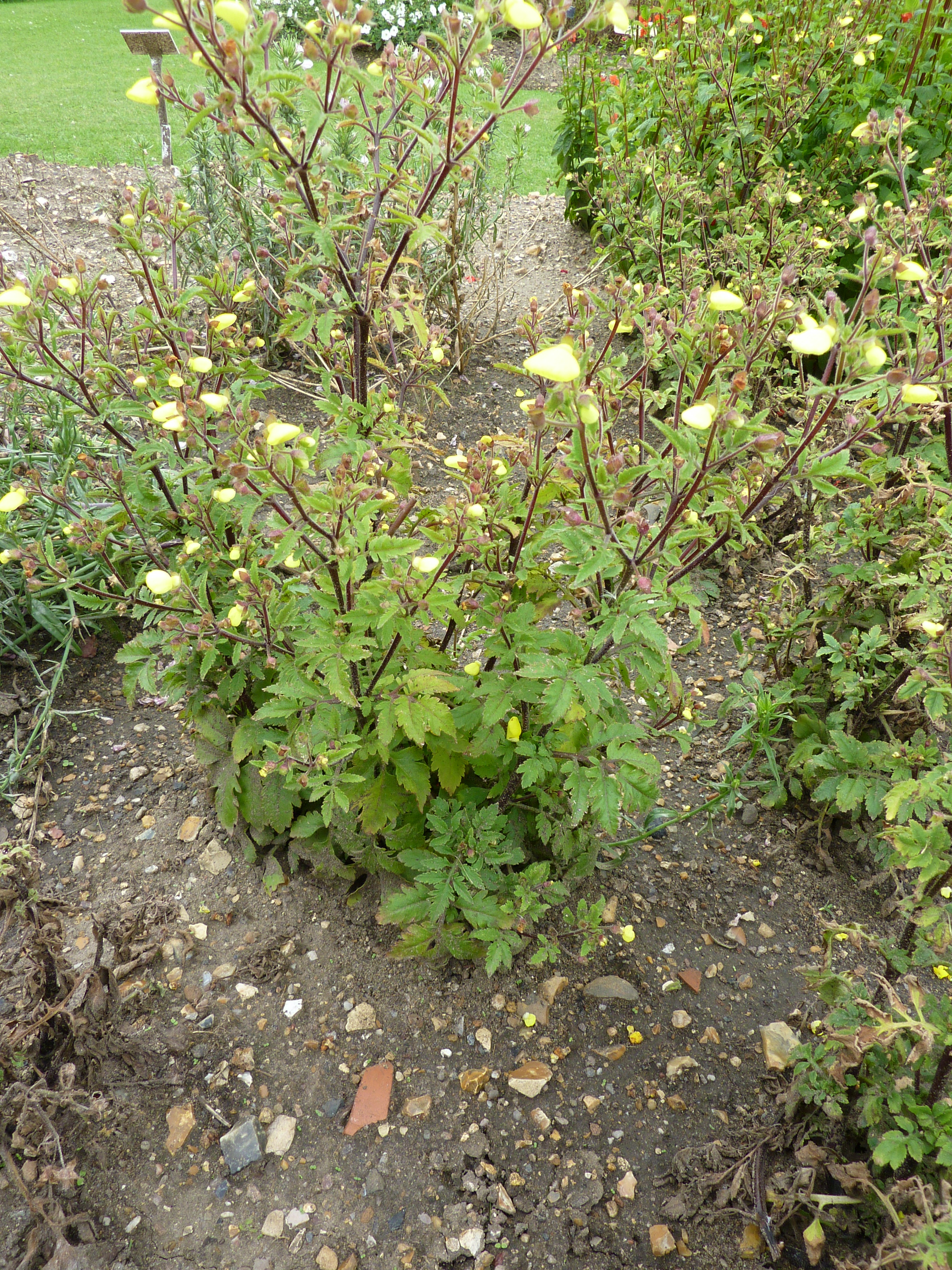
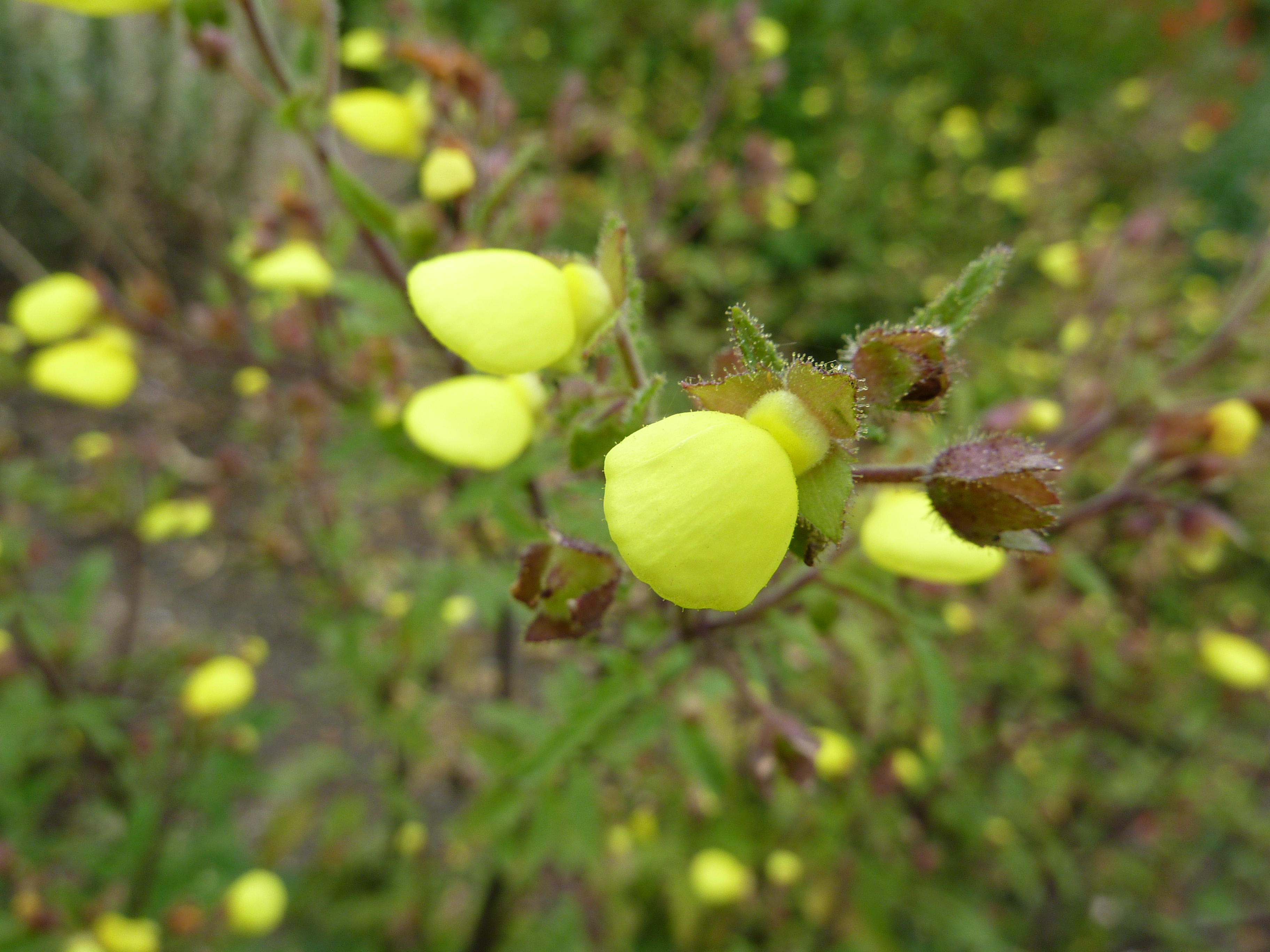
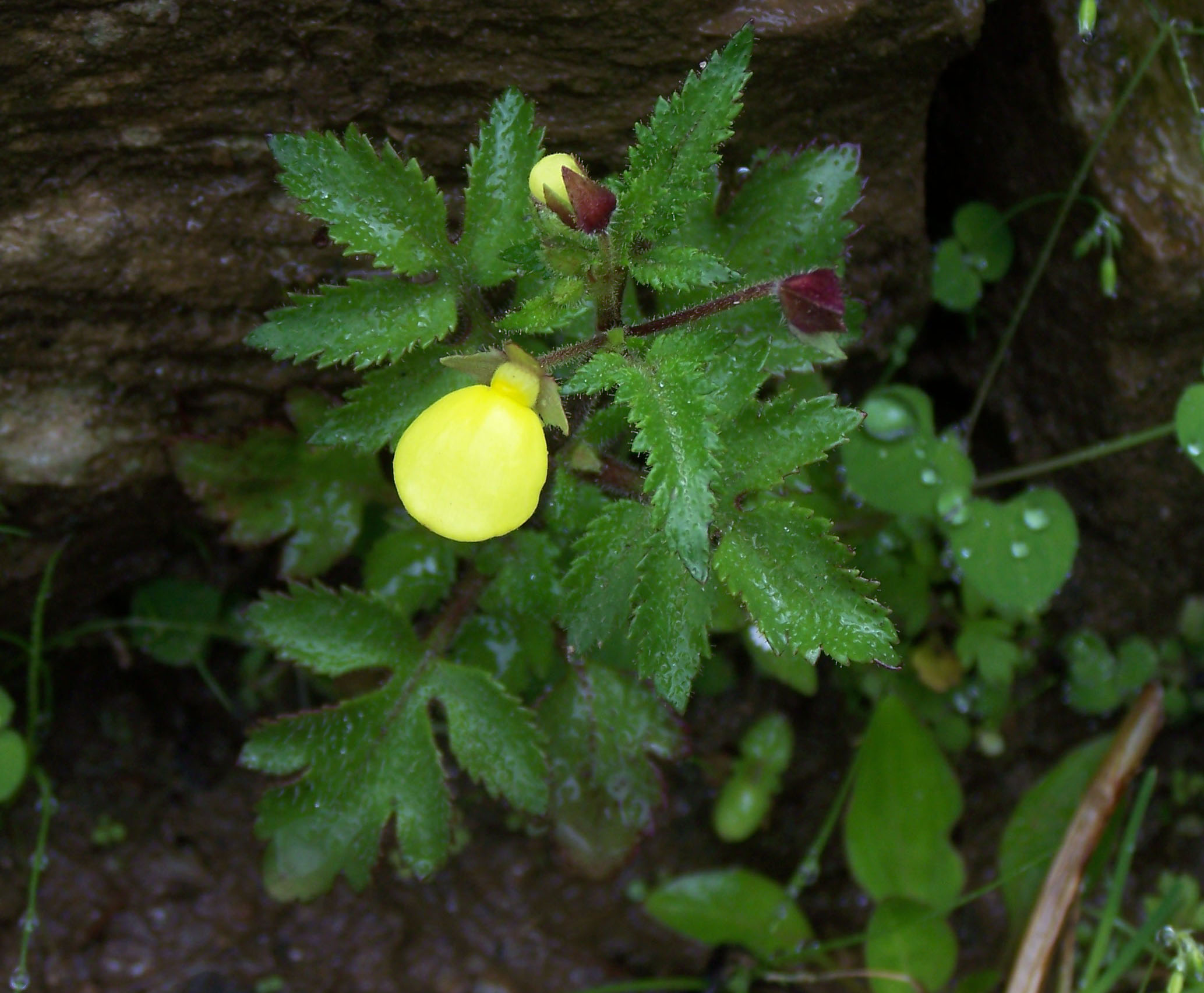